# J.F. Scholten en Zonen
J.F. Scholten & Zonen was een textielfabriek in Enschede

## Ontstaansgeschiedenis
De grondlegger voor wat later J.F. Scholten & zonen zou gaan heten is de schoolmeester Tijs Lammerink. Van 1800 tot 1810 is hij schoolmeester in Usselo en drijft hij daarnaast handel met de Usselose boeren, hij koopt het door hun geweven linnen op en verkoopt dit weer. In 1808 trouwt Tijs Lammerink met Geesken ten Thij en breidt hij zijn handelaarsactiviteiten uit. Hij koopt herberg "de Swaene" van de familie Wagelaar en koopt in korte tijd nog twee panden waarin hij in 1815 een katoenspinnerij en een zwartververij begint.

### Huwelijk dochter
In 1838 huwt de dochter van Tijs Lammerink, Bertiena, met Jan Frederik Scholten. Deze wordt opgenomen in het bedrijf van zijn schoonvader om het na diens overlijden alleen voort te zetten. De fabriek wordt getroffen door de stadsbrand van Enschede (1862)  en vanaf dat moment besluit J.F. Scholten zijn werkzaamheden voort te zetten met zijn drie zonen Jan, Gijs en Theunis. Ze vernieuwen de spinnerij en maken hem stoomgedreven, en daarmee klaar voor de toekomst. De merknaam die ze blijven voeren is "De Swan" naar de naam van de herberg waarin Tijs Lammerink zijn werkzaamheden begon.

### Zonen
Ook oudste zoon Jan krijgt een aantal zonen waarmee het voortbestaan van de fabriek wordt gewaarborgd. Na 1889 worden de zoons van Jan Scholten, te weten Jan Fredrik Scholten (1867-1943), Jan Bernard Scholten (1870-1947) en Julius Scholten (1871-1969) geleidelijk in de firma opgenomen.
De lijn wordt voortgezet in 1931 en 1934 wanneer de zoons van Julius Scholten, respectievelijk Jan Scholten (1903) en Jan Fredrik Scholten (1910) als firmanten in het bedrijf worden opgenomen.

### Naamloze Vennootschap en overname
In 1936 wordt de firma omgezet in een naamloze vennootschap. Er werden goederen gefabriceerd voor de binnenlandse markt en stapelartikelen voor Nederlands-Indië op consignatie-basis. In 1956 werden de N.V. Katoenfabrieken v/h Arntzenius Jannink & Co. te Goor door J.F. Scholten & Zonen N.V. overgenomen.

### Afbraak
In 1977 wordt de fabriek afgebroken. Op de plaats staat nu het Medisch Spectrum Twente